# Маляно Романо
Маля̀но Рома̀но (на италиански: Magliano Romano) е село и община в Централна Италия, провинция Рим, регион Лацио. Разположено е на 270 m надморска височина. Населението на общината е 1519 души (към 2010 г.).